# 2020年代
2020年代（にせんにじゅうねんだい）は、西暦（グレゴリオ暦）2020年から2029年までの10年間を指す十年紀である。この項目では、国際的な視点に基づいた2020年代について記載。

## できごと

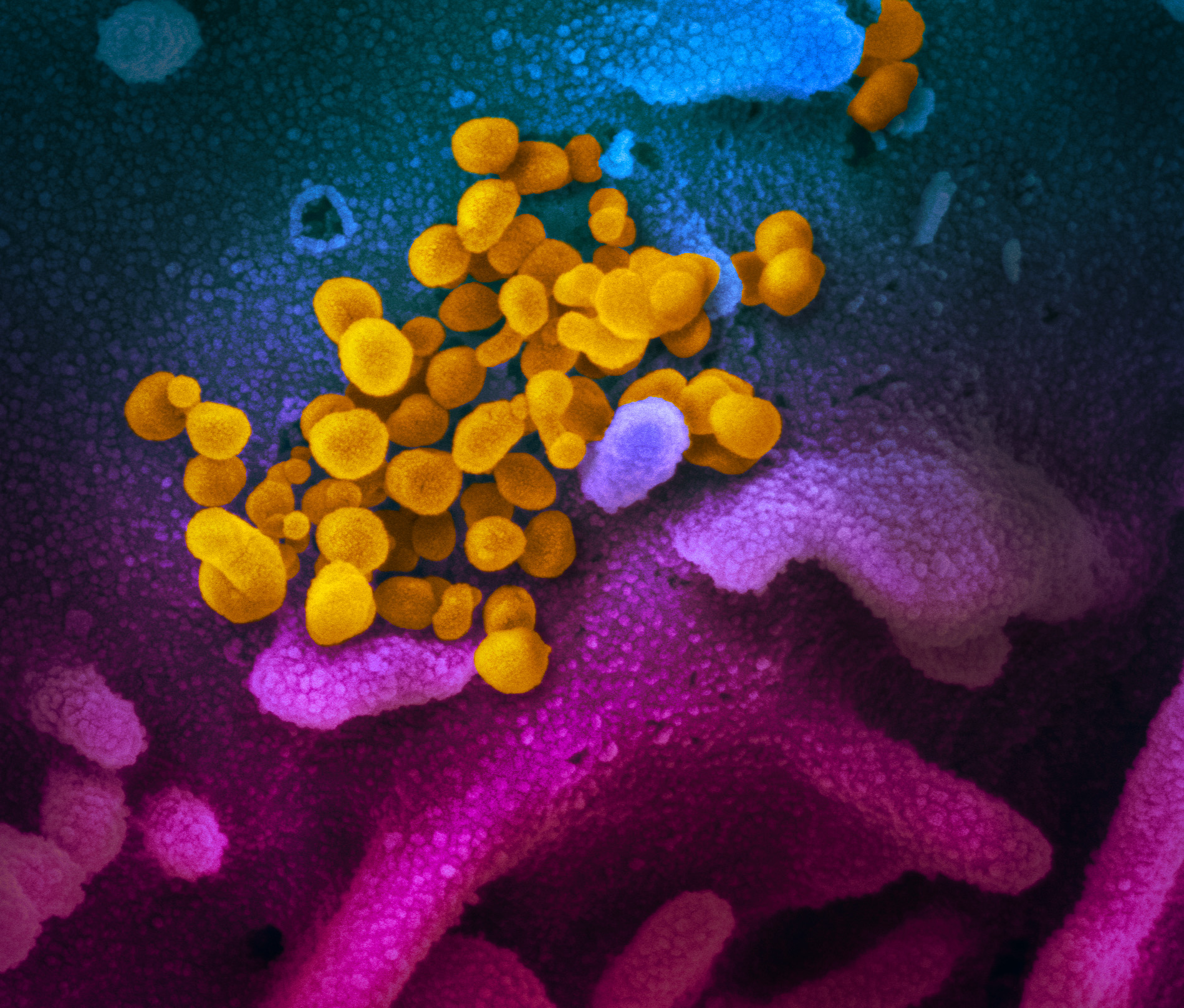
COVID-19を引き起こすSARS-CoV-2の走査型電子顕微鏡画像
（カラー化、黄色がSARS-CoV-2のビリオン）

### 2020年
- 2019年末に中国・武漢市で発生した新型コロナウイルス（SARS-CoV-2）による急性呼吸器疾患（COVID-19）が、2020年に入ってから世界中で大流行（パンデミック）[1][2]。
- 1月3日 - バグダード国際空港攻撃事件、イラン革命防衛隊司令官のガーセム・ソレイマーニーがイラクの同空港付近で米軍により殺害された。その報復として革命防衛隊は同月8日、在イラク米軍基地に対して複数の弾道ミサイル攻撃を行っている。その数時間後には、イラン革命防衛隊がウクライナ国際航空752便を地対空ミサイルで誤って撃墜し、乗員乗客176人全員が死亡する事件が発生した。
- 1月31日 - 同日23時（GMT/中央ヨーロッパ時間 (CET) では2月1日0時）をもってイギリスがEUを離脱（ブレグジット）[3]。
- 2月29日 - アメリカ合衆国のトランプ政権とアフガニスタンの反政府勢力タリバンがカタールの首都ドーハで、駐留米軍の段階的撤収などを定めた和平合意に調印した。
- 3月24日 - 新型コロナウイルスの世界的流行に伴い、本年夏に日本の東京都で開催を予定していた東京オリンピック・パラリンピックについて1年程度の延期が決まった。
- 4月8日 - 中国が2月から封鎖していた武漢市の封鎖を解除し、2ヶ月半ぶりに高速鉄道、航空路線が再開された。
- 5月22日 - パキスタン南部のカラチでパキスタン国際航空8303便が墜落し、乗員乗客97人と地上の住民1人が死亡した。
- 6月8日 - アメリカ合衆国でジョージ・フロイド抗議運動参加者らがシアトル市警察署周辺を占領し、キャピトルヒル自治区設立を宣言（治安悪化により警察が23日後の7月1日に強制排除）。
- 6月16日 - 北朝鮮が韓国の脱北者団体による体制批判ビラ散布への報復として、午後2時49分ごろ、開城工業地区にある南北共同連絡事務所を爆破した。
- 7月1日 - ロシアで憲法が改正された。今回の改正によってこれまでの任期は「リセット」され、2024年以降の最長12年間、即ち2036年までプーチン政権の継続が可能になった。
- 8月4日 - レバノンでベイルート港爆発事故発生。
- 9月16日 - 日本の第4次安倍内閣 (第2次改造) が午前に行われた臨時閣議により内閣総辞職した。その後衆議院本会議と参議院本会議で行われた内閣総理大臣指名選挙において自民党の菅義偉総裁が指名された。
- 9月27日 - アゼルバイジャンとアルメニアによる大規模戦闘がナゴルノ・カラバフ地方で勃発。民間人および両軍兵士会わせて数百～数千人の死傷者が発生した。アルメニア・アゼルバイジャン両政府は両国全土で戒厳令を導入。一般総動員態勢を宣言。
- 9月28日 - アゼルバイジャン議会がアルメニアに対する戦争状態を宣言。事実上の宣戦布告。
- 10月13日 - Microsoft Windows 10 (2015 LTSB) のメインストリームサポート終了（延長サポート終了は2025年10月14日の予定）。
- 11月3日 - 2020年アメリカ合衆国大統領選挙の一般投票が行われ、ドナルド・トランプ現大統領（共和党）とジョー・バイデン（民主党）が大接戦。最終的にはバイデンが勝利した。
- 12月6日 - 日本の小惑星探査機「はやぶさ2」が地球へ帰還。回収カプセルをオーストラリアのウーメラ試験場に投下し、本体は地球をフライバイして次の探査目標（小惑星「1998 KY26」、2031年7月到着予定）へ向かった[4]。

### 2021年

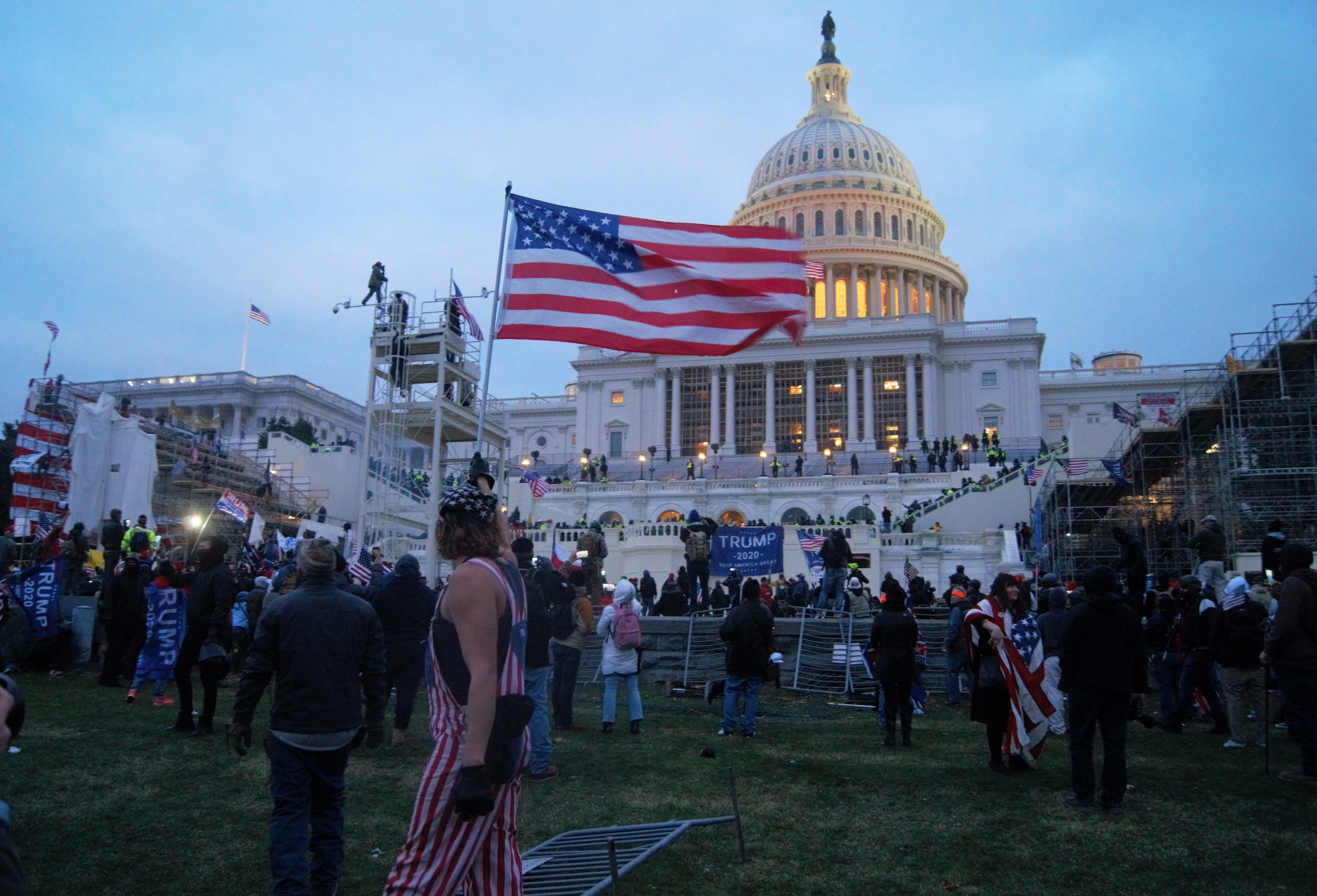
2020年アメリカ合衆国大統領選挙の結果に抗議し、議会議事堂に侵入するドナルド・トランプの支持者ら

- 1月6日 - 2021年アメリカ合衆国議会議事堂襲撃事件
- 1月13日 - 米下院本会議は現職大統領のドナルド・トランプが支持勢力を扇動して連邦議会議事堂を襲撃・占拠させたとして罷免を求める弾劾訴追決議案を賛成232票、反対197票の賛成多数で可決。共和党からも10人の議員が賛成に回った。2019年にもウクライナ疑惑で弾劾訴追されており、米大統領が在任中に2回弾劾訴追されるのは史上初（ドナルド・トランプの弾劾）。
- 1月10日 - 北朝鮮の金正恩・朝鮮労働党委員長が党大会で党総書記に選出。
- 1月20日 - ジョー・バイデン（民主党）が46代目のアメリカ合衆国大統領に就任[5]。
- 1月22日 - 核兵器禁止条約（50か国・地域以上が批准）が発効。
- 2月1日 - 2021年ミャンマークーデター
- 2月13日 - 日本・福島県沖を震源とする、マグニチュード (M) 7.3の地震が発生。
- 3月3日 - イーロン・マスクがCEOを務めるスペースXが宇宙船・スターシップの最高高度飛行に成功。
- 3月23日 - 2021年スエズ運河封鎖事故
- 4月2日 - 台湾東部・花蓮県、台湾鉄道・北廻線和仁駅 - 崇徳駅間を乗客498人を乗せ走行していた樹林発台東行き太魯閣自強号（タロコ号）第408列車が線路上で積載形トラッククレーンと衝突、脱線しトンネル内の壁に衝突した。この事故で少なくとも49人が死亡、245人が負傷した。
- 5月23日 - アテネ発ヴィリニュス行きのライアンエアー4978便がベラルーシ領空を飛行中にミンスク・ナショナル空港に着陸させられ、搭乗していたベラルーシ野党系政治活動家ジャーナリストのローマン・プロタセビッチらが拘束される事件が発生した。
- 6月24日 - アメリカ・フロリダ州マイアミ近郊サーフサイドで12階建てのコンドミニアム「チャンプレイン・タワーズ・サウス」が崩落する事故が発生。98人が死亡。
- 7月7日 - ハイチでジョブネル・モイーズ大統領が暗殺される事件が発生[6][7]。犯行グループのうち、当局の治安部隊によって4人が射殺、2人が拘束された。
- 7月23日〜8月8日 - 新型コロナウイルスの世界的流行に伴い、史上初の延期が決定された第32回夏季オリンピック（東京オリンピック）および第16回夏季パラリンピック（東京パラリンピック）が開催[8]。
- 8月15日 - ターリバーンによりアフガニスタンの首都・カーブル陥落。
- 8月30日 - バイデン米大統領は米軍のアフガニスタン撤退が期日を前に完了し、911テロ事件直後から約20年間行われた軍事作戦終結を表明[9]。
- 9月5日 ‐ 2021年ギニアクーデターが発生。
- 9月7日 ‐ エルサルバドルが世界で初めて法定通貨としてビットコインを導入。
- 9月20日 - 中国北京市にユニバーサル・スタジオ・北京が開園。
- 10月1日 - アラブ首長国連邦でドバイ国際博覧会開幕。
- 12月25日 - ジェイムズ・ウェッブ宇宙望遠鏡（ハッブル宇宙望遠鏡の後継機）が打ち上げ。

### 2022年

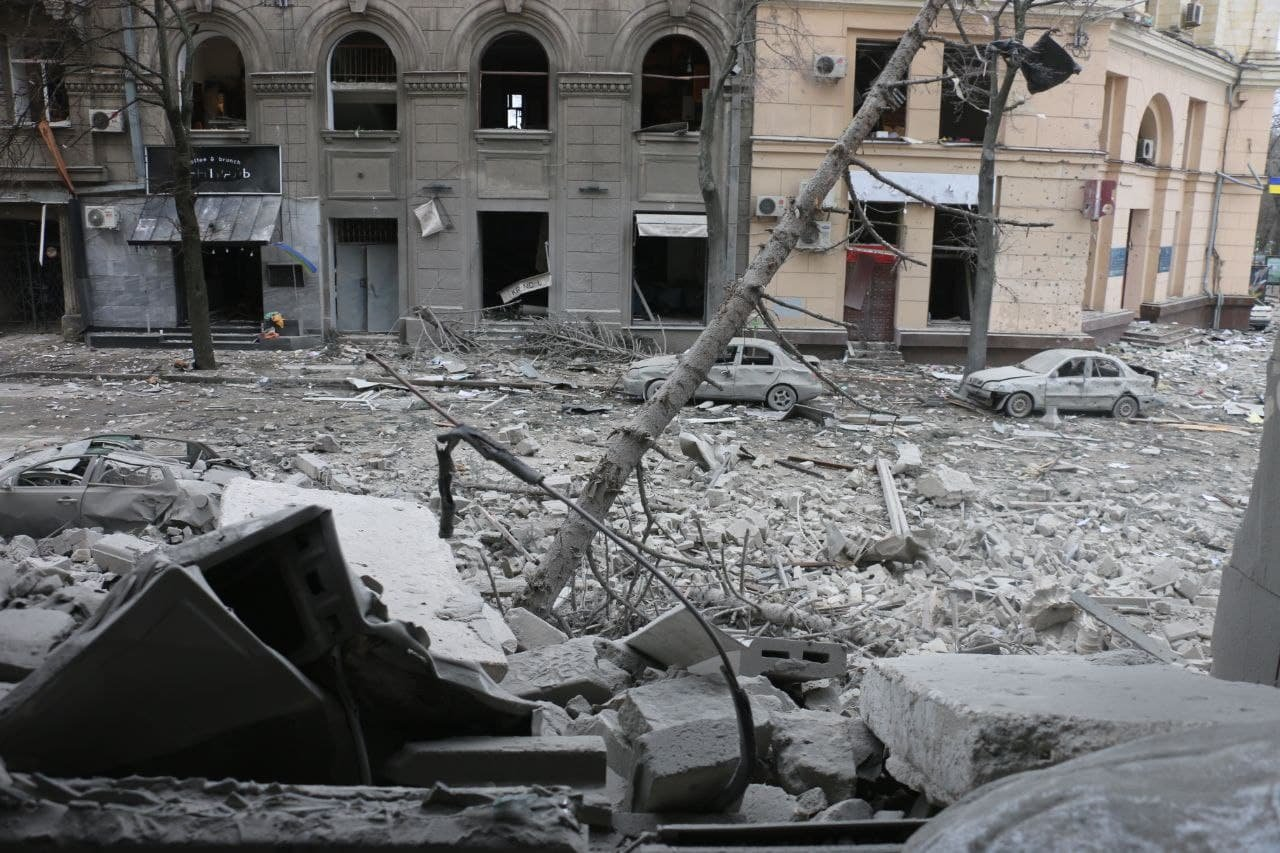
ロシアの攻撃によるウクライナ・ハルキウ中心部の被害

- 1月1日 - 地域的包括的経済連携 (RCEP) 協定が発効。日本、中国、オーストラリアなど10カ国で開始。
- 1月3日 - 核兵器を保有するアメリカ・ロシア・イギリス・フランス・中国の5カ国が「核戦争に勝者はいない。核戦争を絶対に始めてはならない」とする共同声明を発表。
- 1月15日 - トンガに位置するフンガ・トンガ＝フンガ・ハアパイ火山が大規模な噴火活動を起こし、直径300km以上の範囲で噴煙が広がった。サモアやバヌアツなど太平洋沿岸の各国で津波が観測され、日本近海でも潮位変化が観測されたことから16日未明（日本時間）に太平洋側に津波警報・津波注意報が発令された[10][11]。
- 2月4日〜20日 - 中国の北京市にて第24回冬季オリンピック（北京オリンピック）が開催。
- 2月24日 - ロシアがウクライナへの侵攻を開始。
- 3月9日 - 2022年大韓民国大統領選挙。保守系の最大野党・国民の力の尹錫悦が勝利し、5年ぶりに政権交代を果たした。
- 3月31日 - ドバイ国際博覧会が閉幕。
- 3月16日 - 日本・福島県沖でM7.4の地震が発生。
- 4月1日 - 日本の成人年齢を18歳に引き下げる改正民法が施行。
- 4月12日 - ジョンズ・ホプキンズ大学の集計によると、新型コロナウイルス（COVID-19）の感染者が世界全体で5億人を超えた[12][13]。
- 4月19日 - 世界最高齢の存命人物であった田中カ子が119歳107日（長寿歴代2位）で死去[14]。
- 4月24日 - 2022年フランス大統領選挙の2回目投票（決選投票）が行われ、現職のエマニュエル・マクロンが再選[15]。
- 5月16日 - ウクライナ精鋭部隊アゾフ大隊などはウクライナ軍最高司令部の決定に従いアゾフスタリ製鉄所から撤退を開始。事実上のマリウポリ陥落。
- 6月15日 - マイクロソフトのウェブブラウザ「Internet Explorer」のサポートが終了
- 7月8日 - 日本・奈良市内の大和西大寺駅付近にて、元首相の安倍晋三が銃殺された。
- 8月30日 - 旧ソビエト連邦の最後の最高指導者ミハイル・ゴルバチョフが腎臓疾患のため入院先のモスクワ中央臨床病院で死去した。
- 9月8日 - 英国の君主として70年に渡り在位したエリザベス2世がスコットランドのバルモラル城で崩御。
- 9月30日 - ロシアによるウクライナ4州の併合宣言
- 10月1日 - インドネシアの東ジャワ州マラン県カンジュルハンスタジアムでの試合後に暴動が発生。少なくとも125人が死亡した。
- 10月23日 - 中国共産党第20期中央委員会第1回全体会議が開催され、党総書記（同国最高指導者の役職）に習近平が3期目再選。その他、最高指導部の党政治局常務委員が選出[16]。
- 10月29日 - 韓国のソウル特別市の梨泰院・繁華街で群衆事故が発生。少なくとも151人が死亡した。
- 11月15日 - 国連経済社会局（UNDESA）人口部が発表した「世界人口推計2022年版」によると、世界人口が80億人に到達すると予測されている[17][18]。
- 11月20日〜12月18日 - カタールで2022 FIFAワールドカップ開催。
- 12月11日 - NASAの月試料収集プロジェクトに参加する日本の宇宙ベンチャーispaceが、民間初となる月面探査プログラム「HAKUTO-R」の最初のミッション（月面着陸ミッション）で、月面着陸船により月の表土サンプルを収集する予定（本年はispace Japan〈東京本社〉が実施予定、さらに2024年にはispace Europe〈ルクセンブルク〉も参加して2回目のミッション〈月面探査ミッション〉を実施予定）[19][20]。

### 2023年

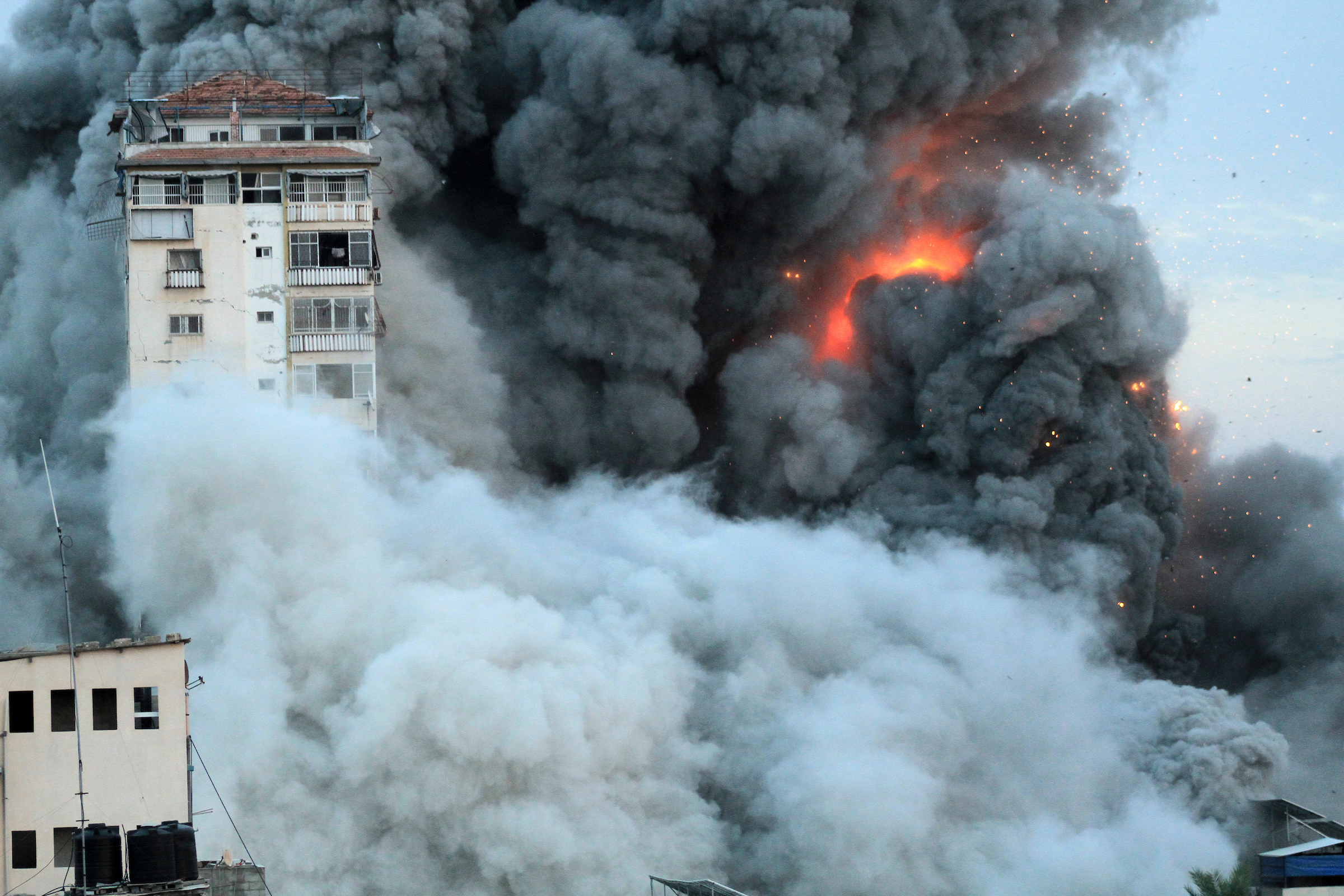
2023年パレスチナ・イスラエル戦争

- 1月1日 - クロアチアが欧州単一通貨ユーロに移行、シェンゲン協定に加入しヨーロッパ域内移動自由化。
- 1月5日 - 第265代ローマ教皇ベネディクト16世の葬儀がバチカンで行われた。
- 1月8日 - 前ブラジル大統領ジャイール・ボルソナーロの支持者がルーラ大統領の当選に異議を唱えブラジリアの国民議会や連邦最高裁判所、プラナルト宮殿を襲撃。
- 1月10日 - Microsoft Windows 8.1の延長サポート終了
- 1月16日 - ウクライナソレダルの戦いでソレダルでウクライナ軍敗北、ロシア軍によって攻略される。
- 1月18日 - ウクライナ・キーウ郊外のブロヴァリーの幼稚園にウクライナ国家非常事態庁所有のヘリコプターが墜落し、搭乗していた内務大臣ら全員と園内にいた子供を含む14人が死亡。
- 1月25日 - オーストラリアの西オーストラリア州で放射線物質のカプセルが行方不明になる。
- 2月5日 - 2月1日に発見された中国の気球をアメリカのF-22が領海上で追撃。
- 2月6日 - トルコ南部のガズィアンテプ付近でM7.8の大地震が発生。
- 4月15日 - スーダンでスーダン軍（英語版）と準軍事組織である即応支援部隊（RSF）との間で戦闘が勃発。
- 10月7日 - イスラエルとハマースとの間で戦争が勃発。

### 2024年
- 1月1日 - 能登半島地震発生。

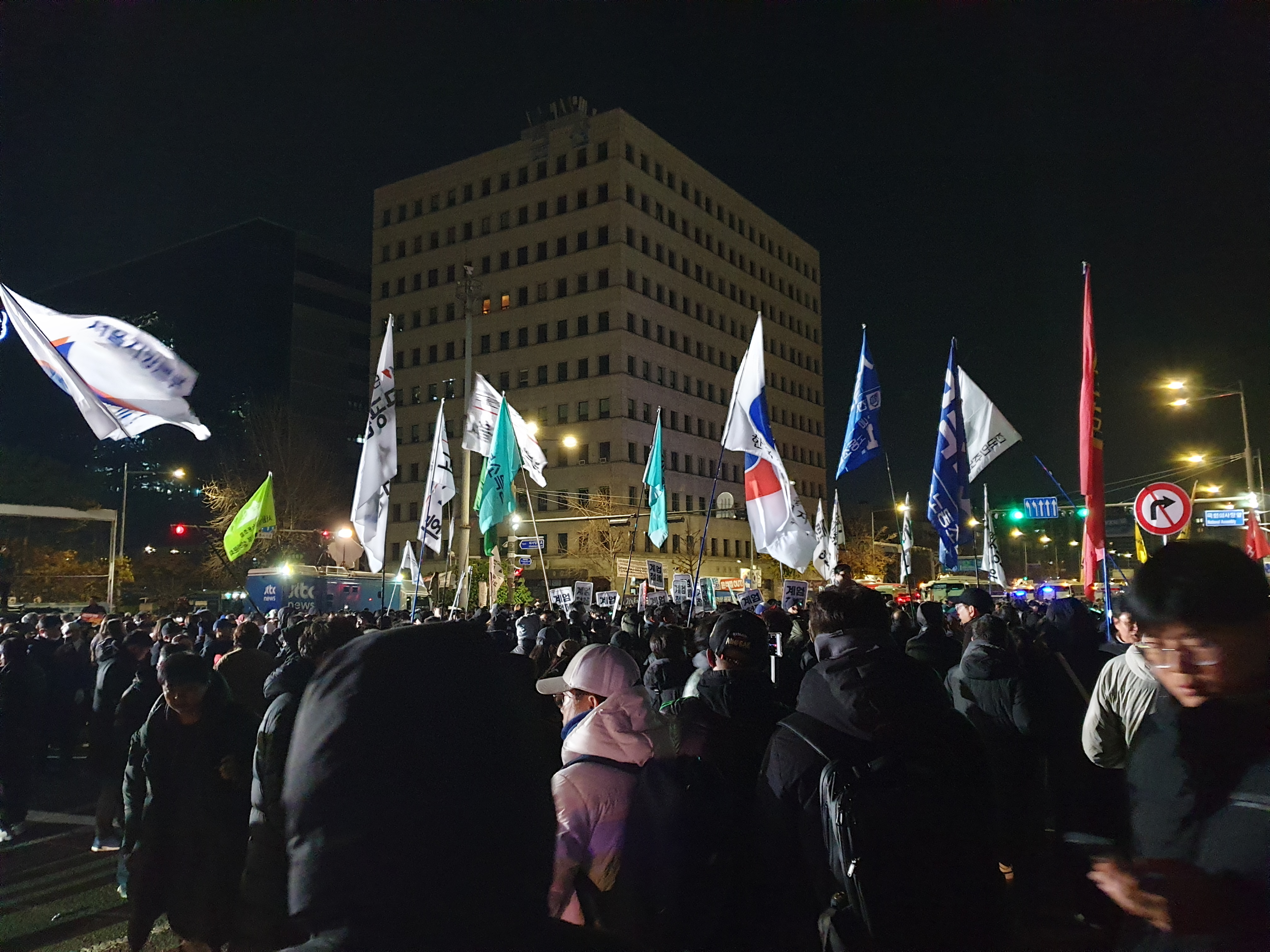
2024年大韓民国非常戒厳令に反対の声を上げる人々

- 3月7日 - スウェーデンが北大西洋条約機構（NATO）に加盟。
- 7月4日 - 2024年イギリス総選挙が行われ、キア・スターマー率いる労働党が大勝。
- 7月26日～8月11日 - フランスのパリにて第33回夏季オリンピック（パリオリンピック）が開催。パリでの開催は1924年以来100年ぶり。
- 11月5日 - 2024年アメリカ合衆国大統領選挙が行われ、共和党候補ドナルド・トランプが民主党候補カマラ・ハリスを破って第47代大統領に当選。
- 12月3日 - 韓国の尹錫悦大統領がテレビの緊急演説で戒厳令を宣言。国会の決議により約6時間後に収束。
- 12月8日 - 内戦が続くシリアで反体制派が首都ダマスカスを制圧、アサド政権が崩壊。54年にわたるアサド家の長期統治に終止符。直後からイスラエルが50年ぶりにゴラン高原に隣接するシリアとの緩衝地帯に地上侵攻した。
- 12月14日 - 韓国で尹錫悦大統領の弾劾訴追案が可決し、職務が停止された。大統領の弾劾訴追は同国で3例目。

### 2025年
- 1月20日 - ドナルド・トランプ（共和党）が47代目のアメリカ合衆国大統領に就任。退任後の返り咲きは132年ぶり2人目。

## 予定及び予測

### 2024年
- 国際宇宙ステーション (ISS) の運用について、この頃までの延長が国際合意されている（NASAは2030年まで運用を継続する方針）。
- アメリカ合衆国のエネルギー省の傘下にある国立再生可能エネルギー研究所は、この年までに風力発電によって、本国東海岸地域の総消費電力の20%を供給できると見込んでいる。
- カタルーニャ独立運動ではパリオリンピックに「独立カタルーニャ共和国」で参加することを標榜しており、この頃までに独立達成を目指すと思われる。同時にスペインとの独立戦争への発展が危惧される。
- TSMCは、この年に3ナノメートルノードの半導体の大量生産を開始する予定。同社はこの先の2nmプロセスまでの目処が立ったとしているが、1nmを超えて（Sub-1nm）集積回路の微細化が進むかどうかは不透明で、スピントロニクスや量子コンピュータの開発が待たれる。
- ドライバー不足により「モノが運べない」物流危機が始まる（2024年問題）。

### 2025年
- 大阪市で2025年日本国際博覧会（大阪・関西万博）が開催予定。
- リチウムイオン二次電池の世界需要が、2008年比で約100倍に拡大する。
- JAXAは「JAXA Vision 2025」で、月面に人型ロボットが居住するビジョンを描いている。
- この年の7月下旬に太陽極大期の到来が予測されている[21]。

### 2026年
- イタリアのミラノとコルティナ・ダンペッツォにて第25回冬季オリンピック（ミラノ・コルティナダンペッツォオリンピック）が開催。
- 2026 FIFAワールドカップがアメリカ合衆国・カナダ・メキシコにおいて開催される。
- NASAがアルテミス計画によりこの年の9月、半世紀ぶりに宇宙飛行士を月面に着陸させる予定（当初目標の2024年から延期）[22][23]。
- アントニ・ガウディ没後100年にあたるこの年までに、スペインのサグラダ・ファミリアで計画されている全18基の尖塔の中で最も高い「イエスの塔」（高さ172.5メートル）が完成予定。なお、本来の正門にあたる「栄光のファサード」と4基の塔、大階段など全体の完成は2034年頃になる見込みである[24][25][26][27]。

### 2027年
- ITER（国際熱核融合実験炉）が重水素-トリチウム運転を開始予定[28]。
- 横浜市で国際園芸博覧会（花博、A1認定）開催予定[29]。

### 2028年
- アメリカ合衆国のロサンゼルスにて第34回夏季オリンピック（ロサンゼルスオリンピック）が開催。
- SSLのルートキーの期限。
- 10月26日に直径1.6キロの小惑星 1997 XF11 が地球に接近。
- 第61回アメリカ合衆国大統領選挙の実施。

### 2029年
- 4月13日に直径300メートル以上の小惑星アポフィスが32,500km（静止軌道近く）の距離まで地球に接近。この接近では衝突しないことが判明している。

## 世相

### 社会
- 新型コロナウイルス感染症（COVID-19）の世界的流行により、世界各国でロックダウンや入国制限などの措置が実施されるなどこれまでにない緊急事態に陥った。また、感染症対策の一環として教育現場ではオンライン授業、職場でもテレワーク（リモートワーク）が行われるなど、社会のオンライン環境（デジタル化）が図らずも進展した。
- 国連は、2015年に終了したミレニアム開発目標（MDGs）に代わる新たな開発目標として、持続可能な開発目標（SDGs）を同年に採択しており、2030年までに達成すべき17の具体的指針を掲げている。これに伴い、2020年代には企業のサステナビリティへの配慮がますます求められるようになった。
- 2022年2月、ロシアによるウクライナ侵攻が起き、大国による主権国家への武力行使は世界中に衝撃を与えた。ロシアに対して多くの国が国連総会の非難決議に賛同し、プーチン大統領をはじめ政府関係者の資産凍結やSWIFT排除といった厳しい経済制裁を課すなど、風当たりが強くなっている。

## 科学と技術

### 人工知能（AI）

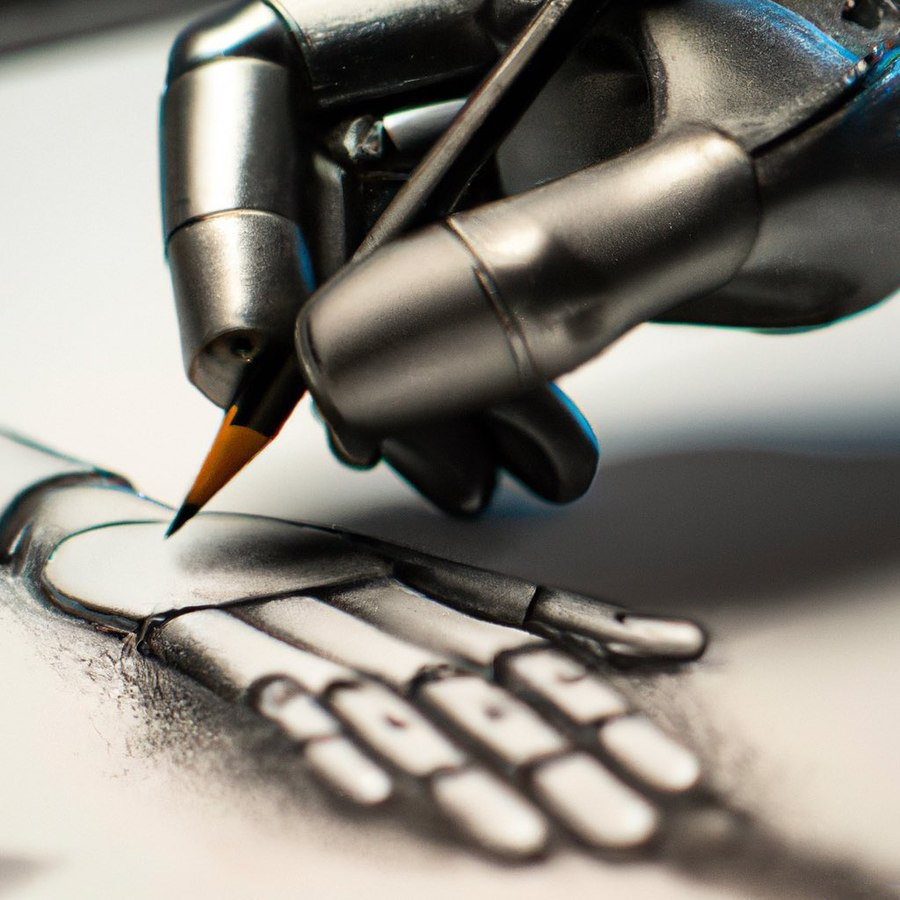
"A photo of a robot hand drawing, digital art"というプロンプトに対してAIが生成した画像

- DALL-EやStable Diffusionなど、深層学習を利用したテキスト入力に基づく画像生成（text-to-image）の技術が向上した。
- 米国のOpenAIが開発した大規模言語モデルによる対話型AI・ChatGPTが注目される。

### バイオテクノロジー
- 新型コロナウイルス（COVID-19）に対するワクチンとしてmRNAワクチンの開発が急速に進められ、初めて実用化された[30]。
- 遺伝子編集技術「CRISPR」を用いた遺伝性疾患の治療への応用が進展する[31]。

### 情報通信・IoT
- 携帯電話やIoTなどに使用される無線通信システムの方式として、第5世代移動通信システム (5G) の普及が予測されている。
- ガートナーは、2026年までに25%の人々が1日1時間以上をメタバース上で過ごすようになると予測している[32]。

- デジタル資産をブロックチェーンと紐付けることで所有権と価値を担保する、NFT（非代替性トークン）の技術が注目される。

### 宇宙
- スペースX、ブルー・オリジンなどの民間企業による有人宇宙飛行ビジネスが進展する。
- ハッブル宇宙望遠鏡の後継機となる、ジェイムズ・ウェッブ宇宙望遠鏡の運用が開始される。

### エネルギー・環境
- トヨタ、BMWを始めとする複数の自動車メーカーは、2020年代中の実用化に向けて全固体電池の開発を進めている[33][34]。
- 太陽光パネルの変換効率が上昇。ペロブスカイト太陽電池など新たな材料の開発・実用化が進む。

## 文化と芸術

### 建築
超高層建築物・構築物
- セントラル・パーク・タワー（ニューヨーク）

その他の建築物
- スフィア（ラスベガス）

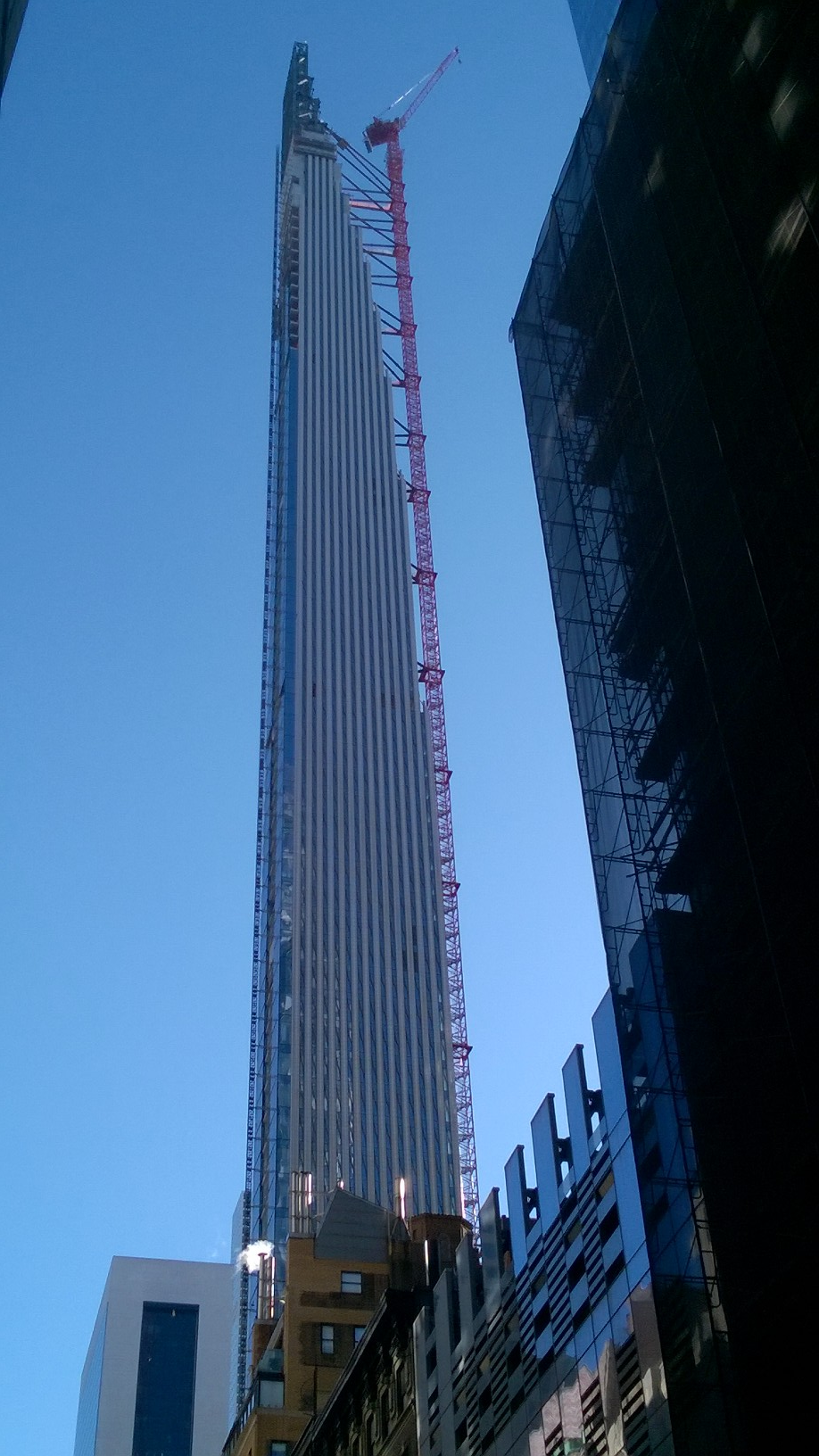
111 West 57th Street （ニューヨーク）
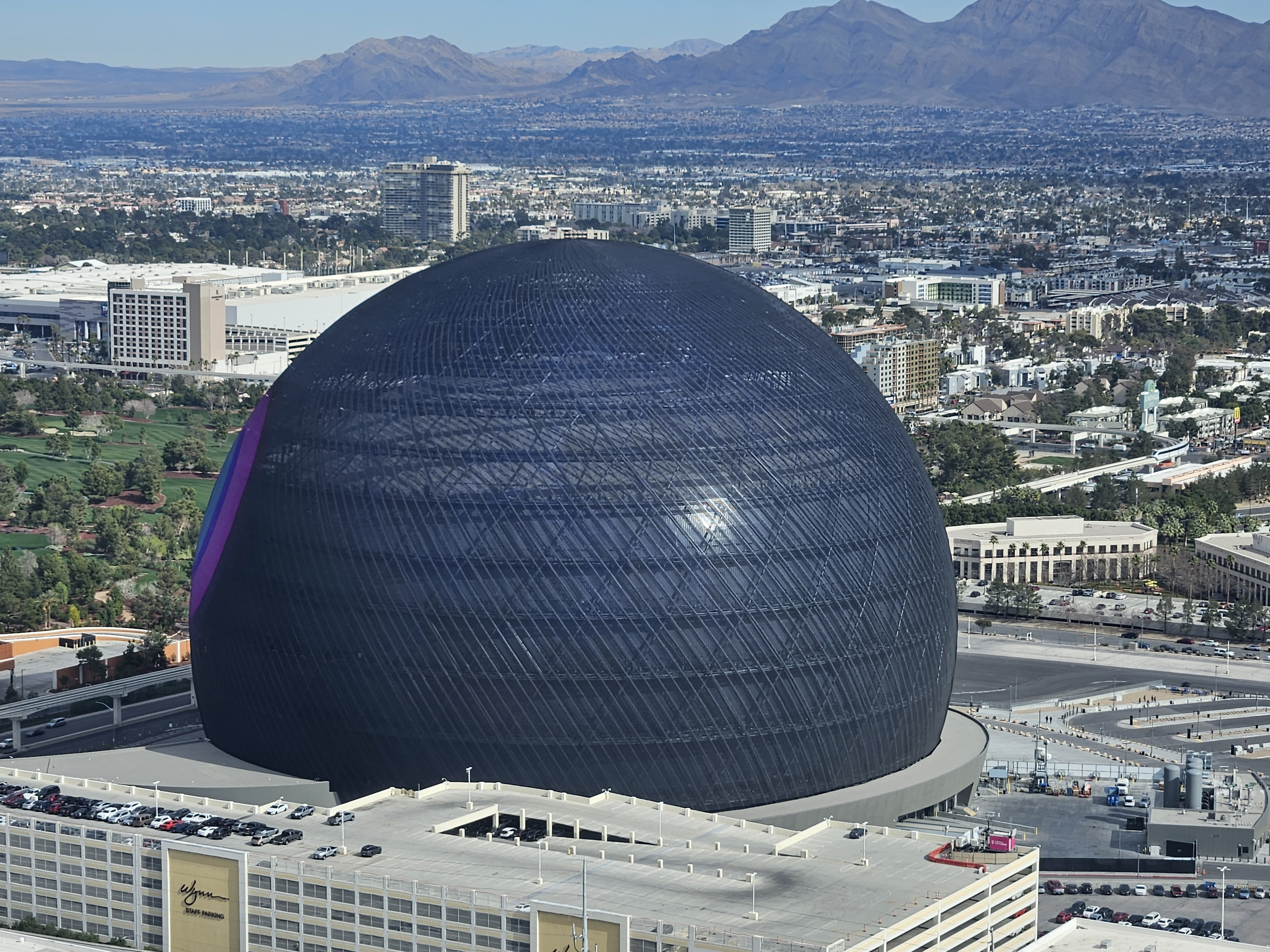
スフィア （ラスベガス）

### 大衆文化

#### コンピュータゲーム
- テレビゲーム市場ではマイクロソフトが「Xbox Series X/S」、ソニー・インタラクティブエンタテインメント (SIE) が「PlayStation 5」を2020年にそれぞれ発売（第9世代）。また、任天堂が「Nintendo Switch 2」を2025年に発売（第10世代）。
- バーチャル・リアリティ市場ではMetaによる「Meta Quest 2」（2020年）「Meta Quest 3」（2023年）が発売。

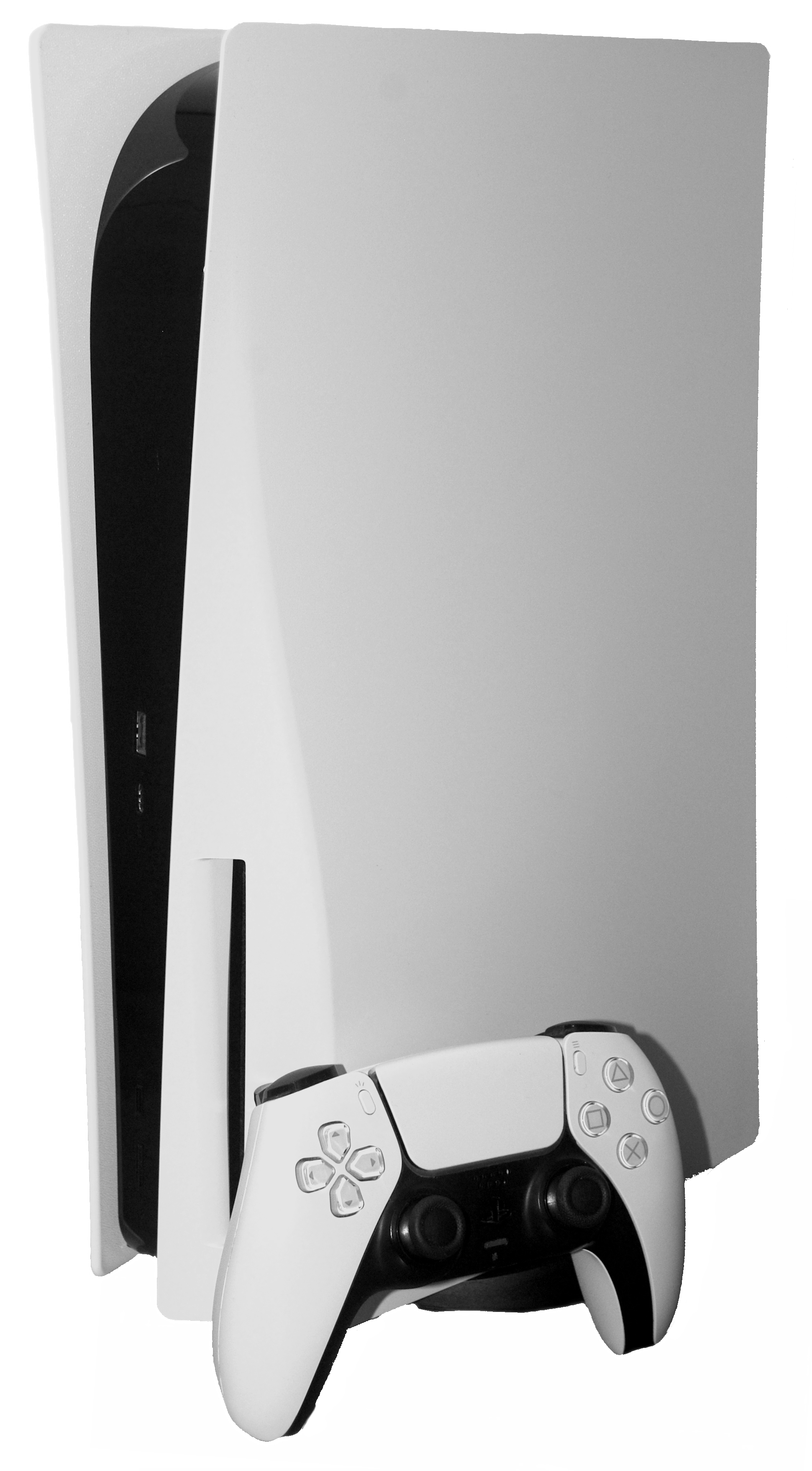
PlayStation 5
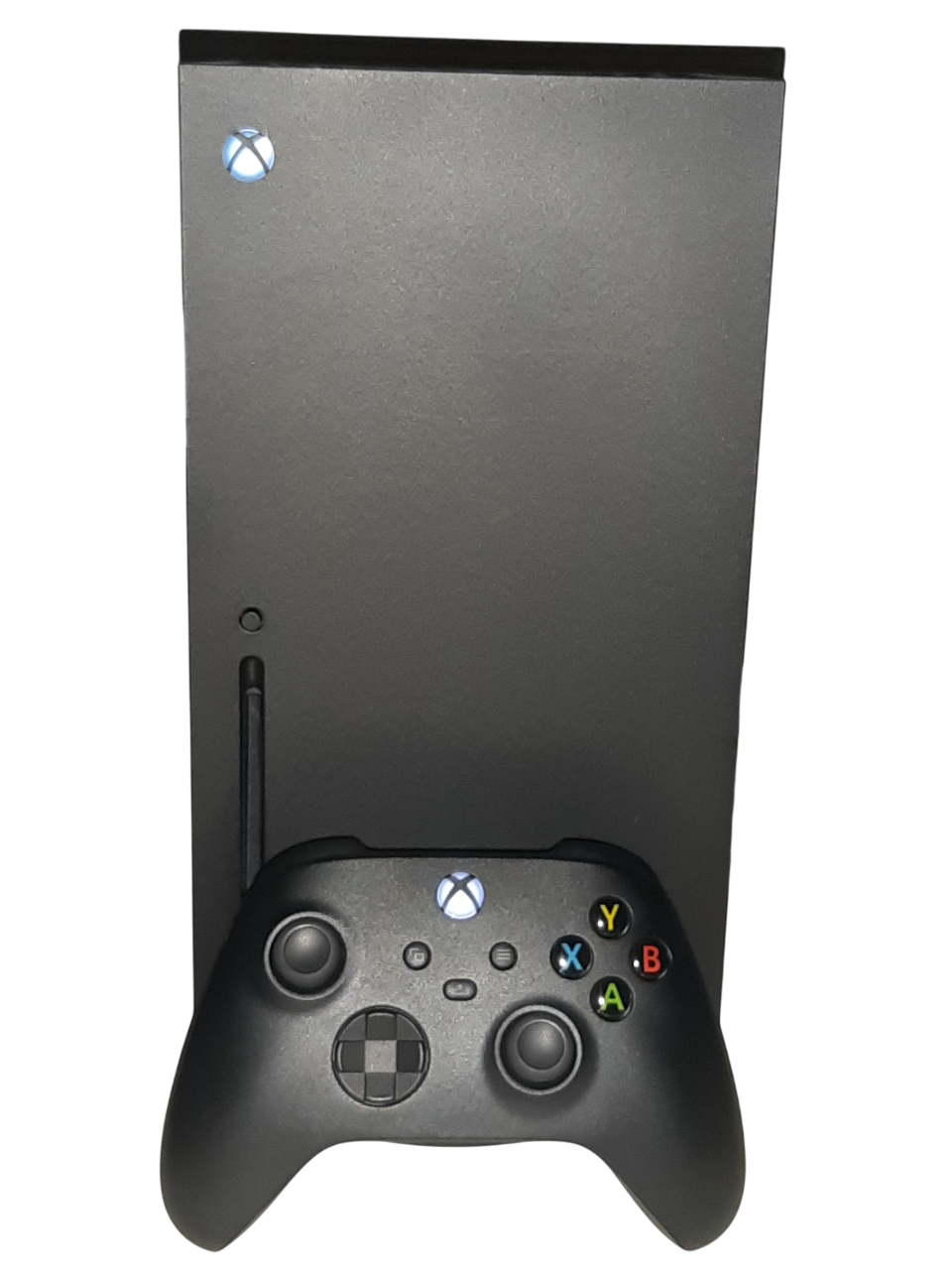
Xbox Series X
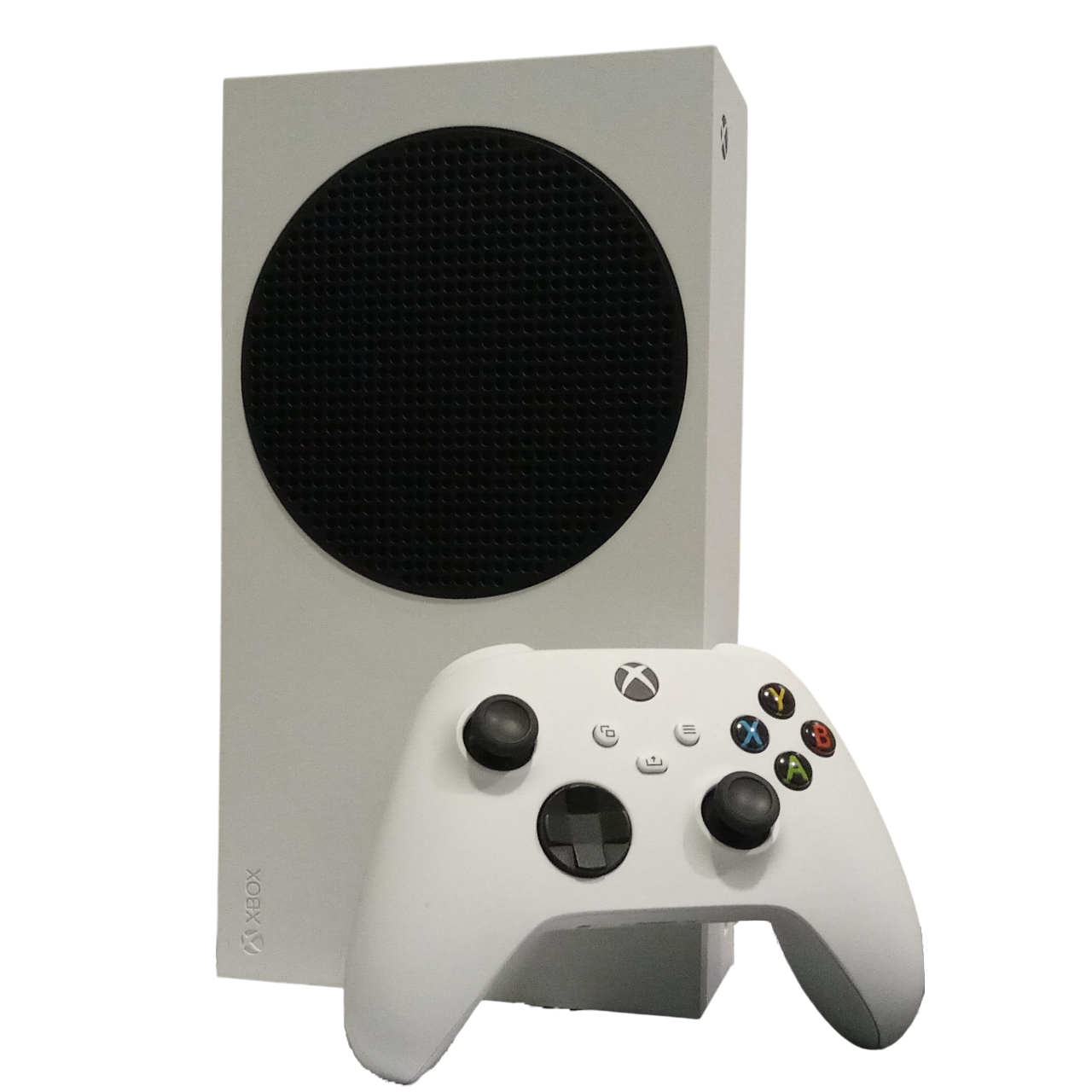
Xbox Series S
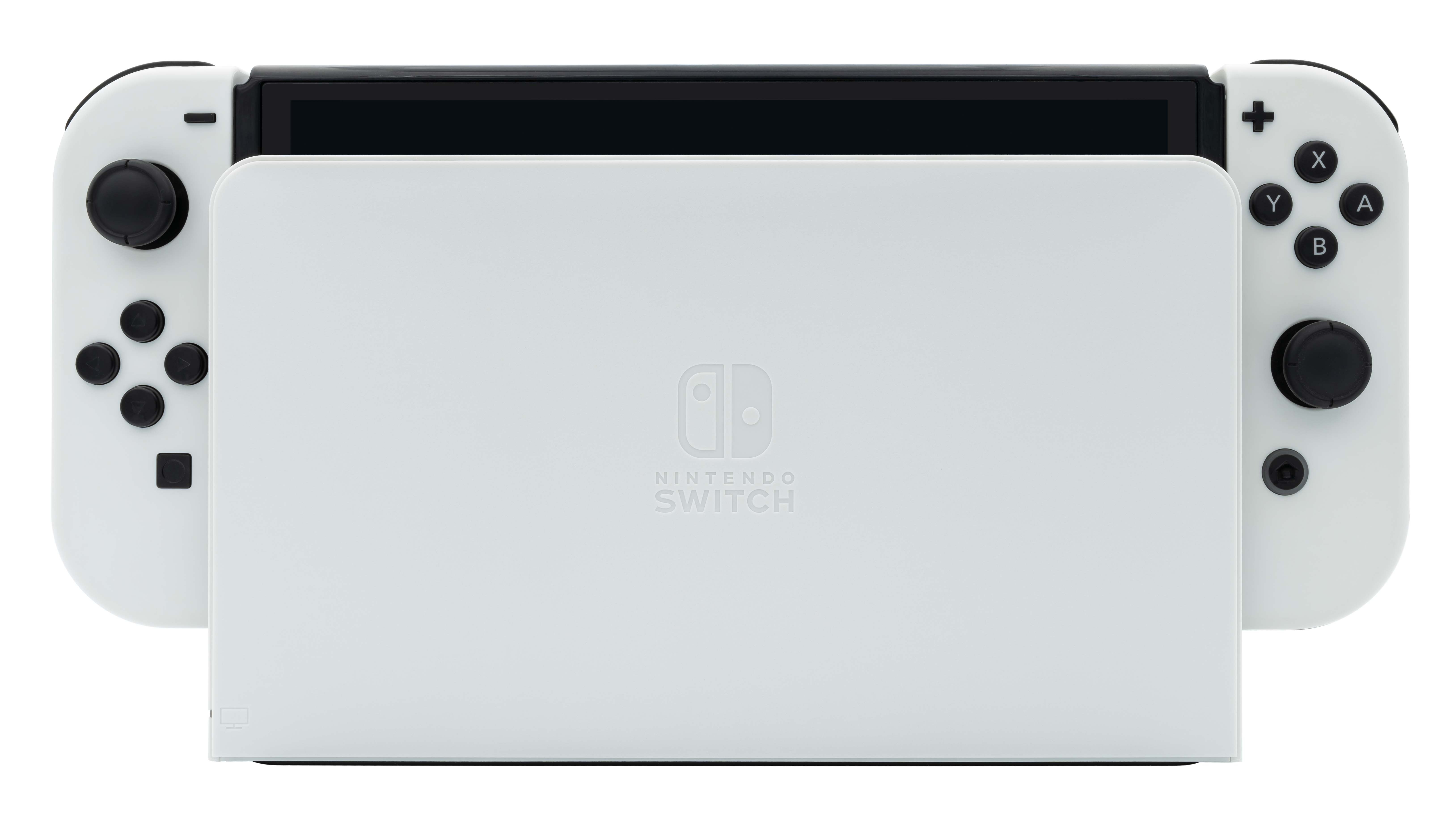
Nintendo Switch（有機ELモデル）
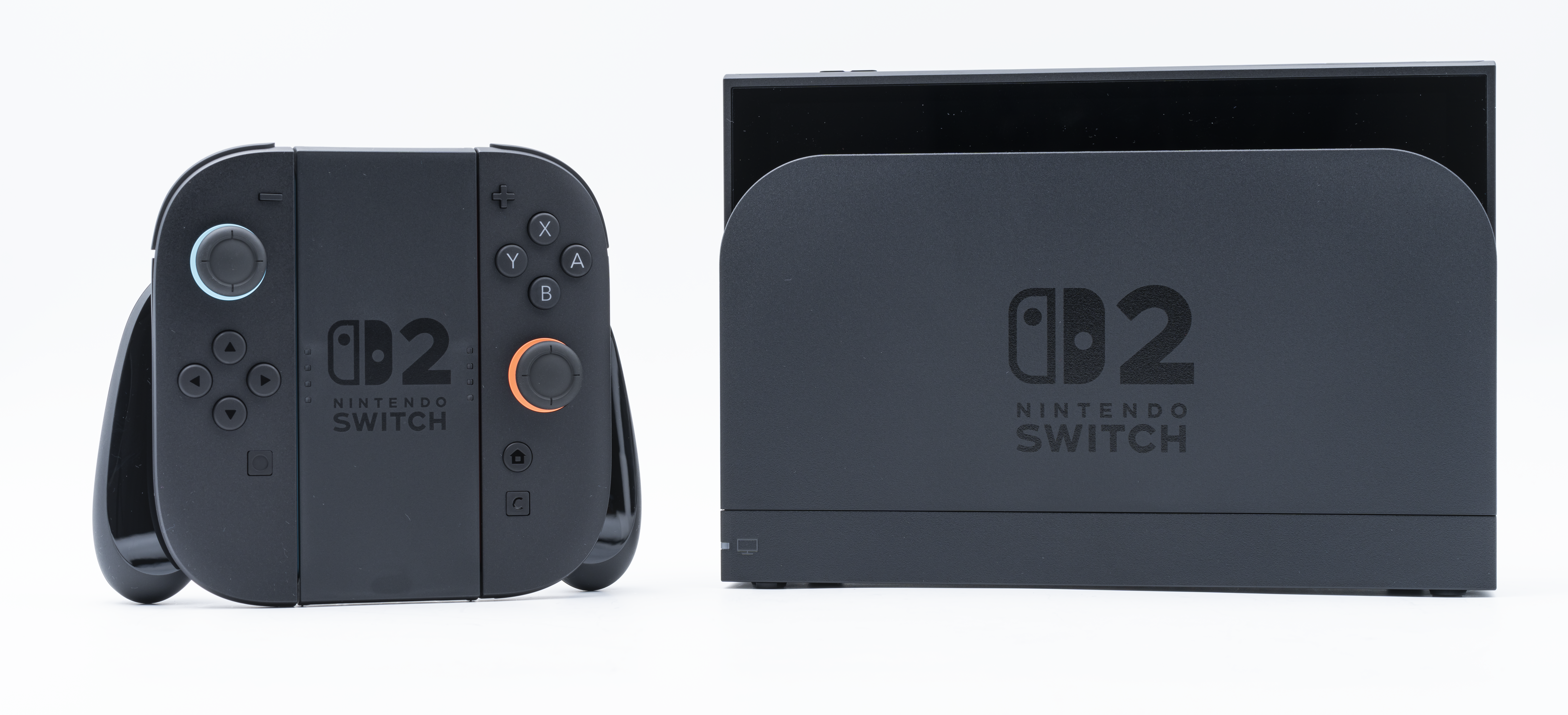
Nintendo Switch 2
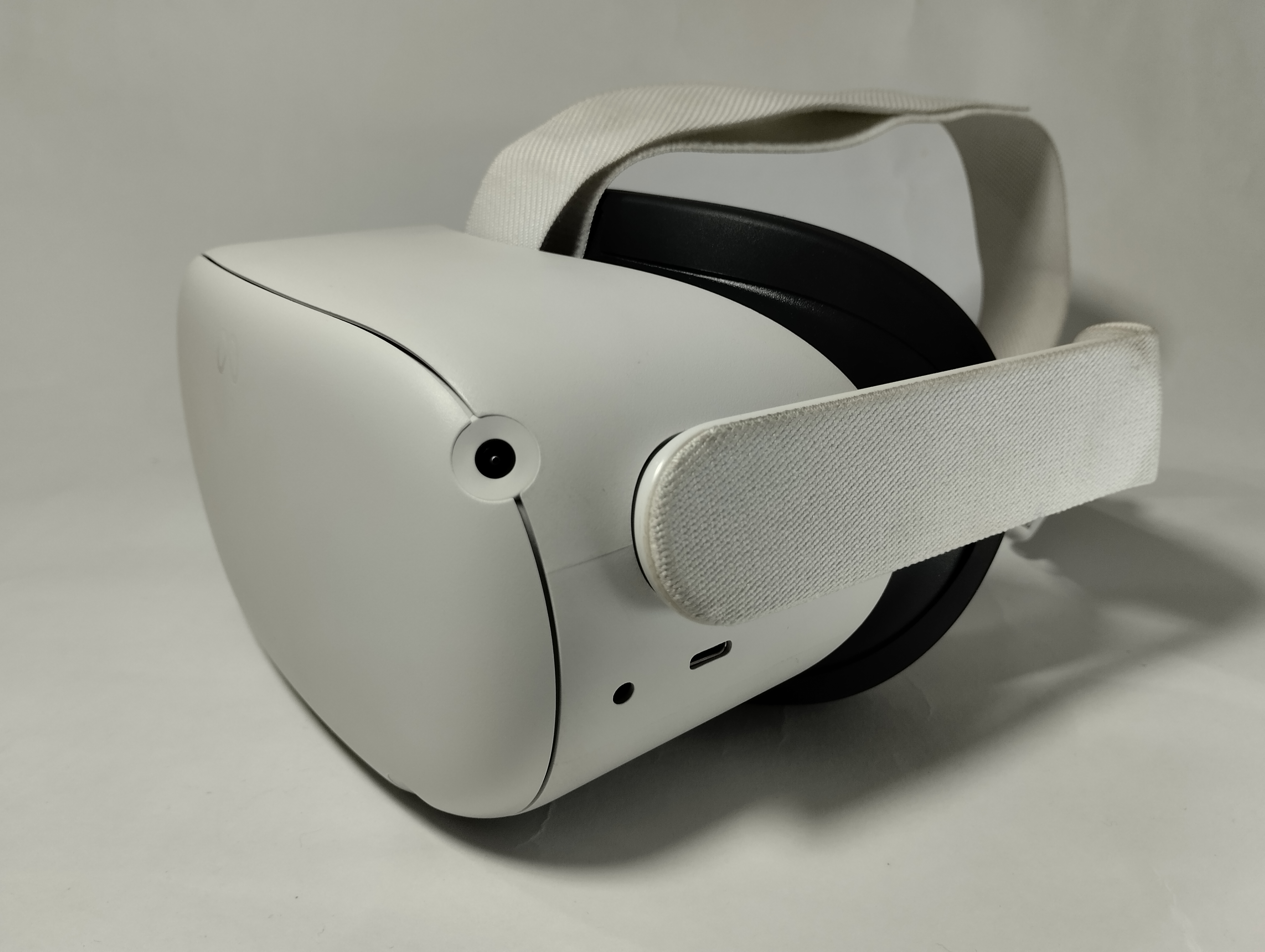
Meta Quest 2
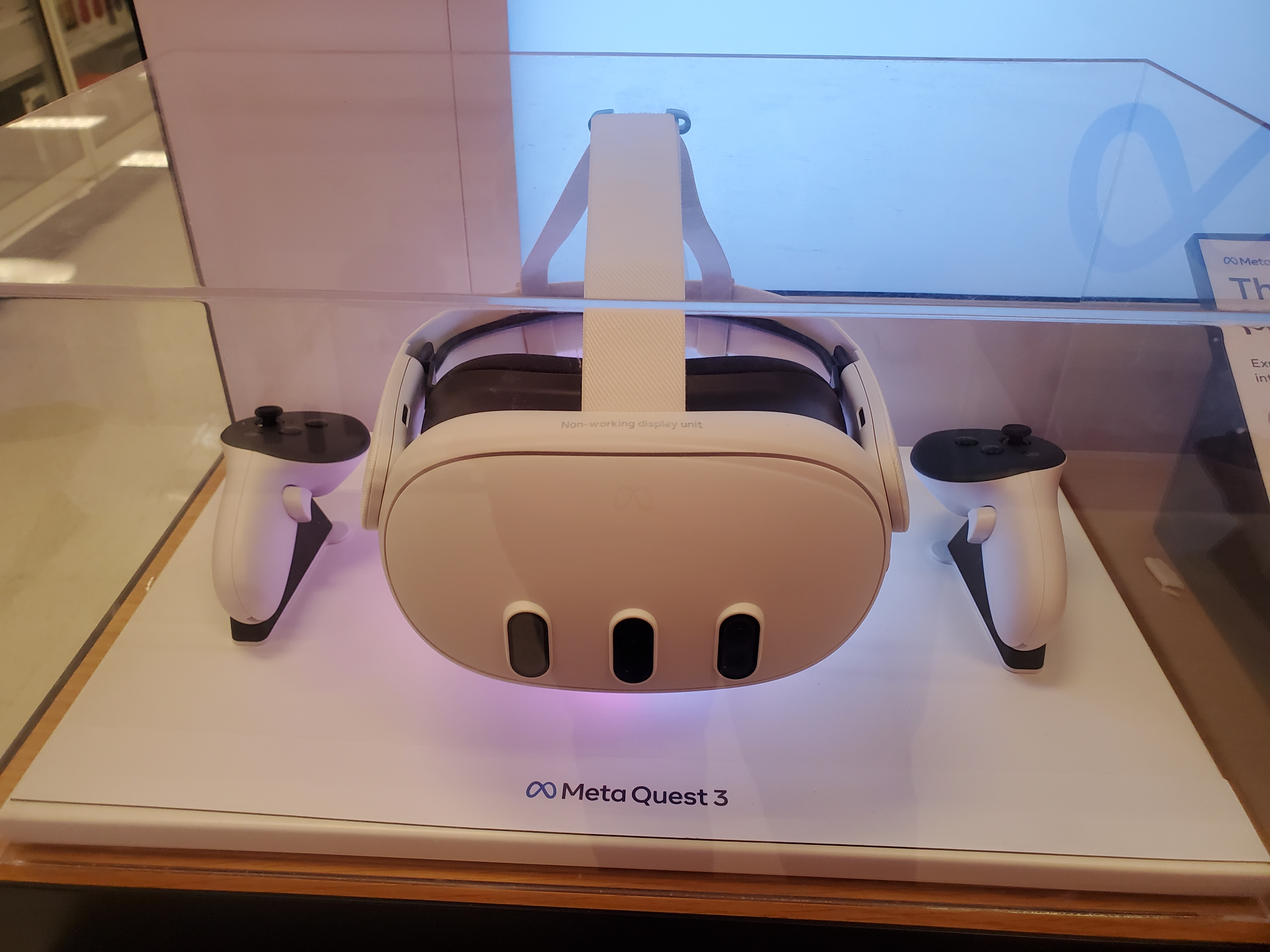
Meta Quest 3
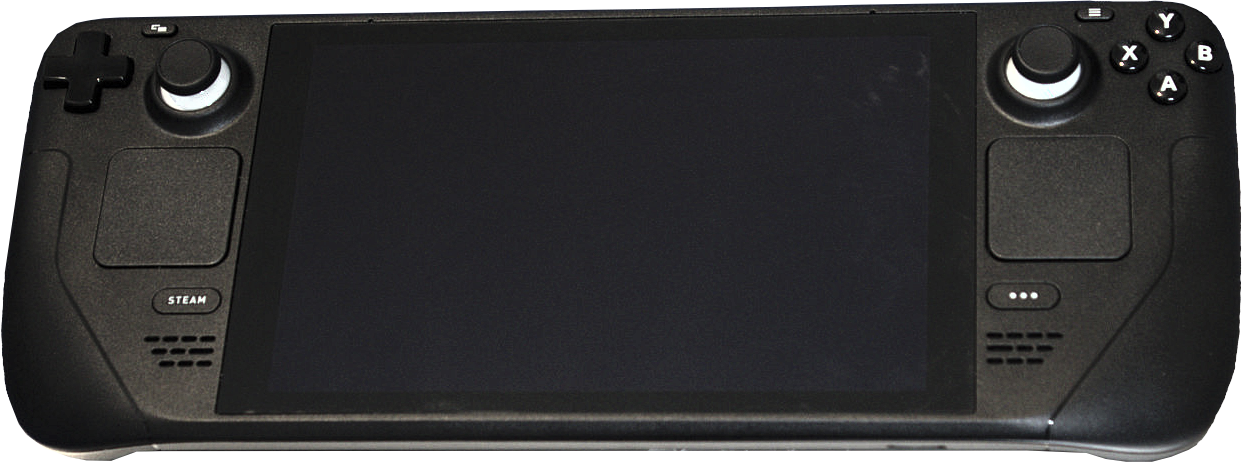
Steam Deck

#### ファッション

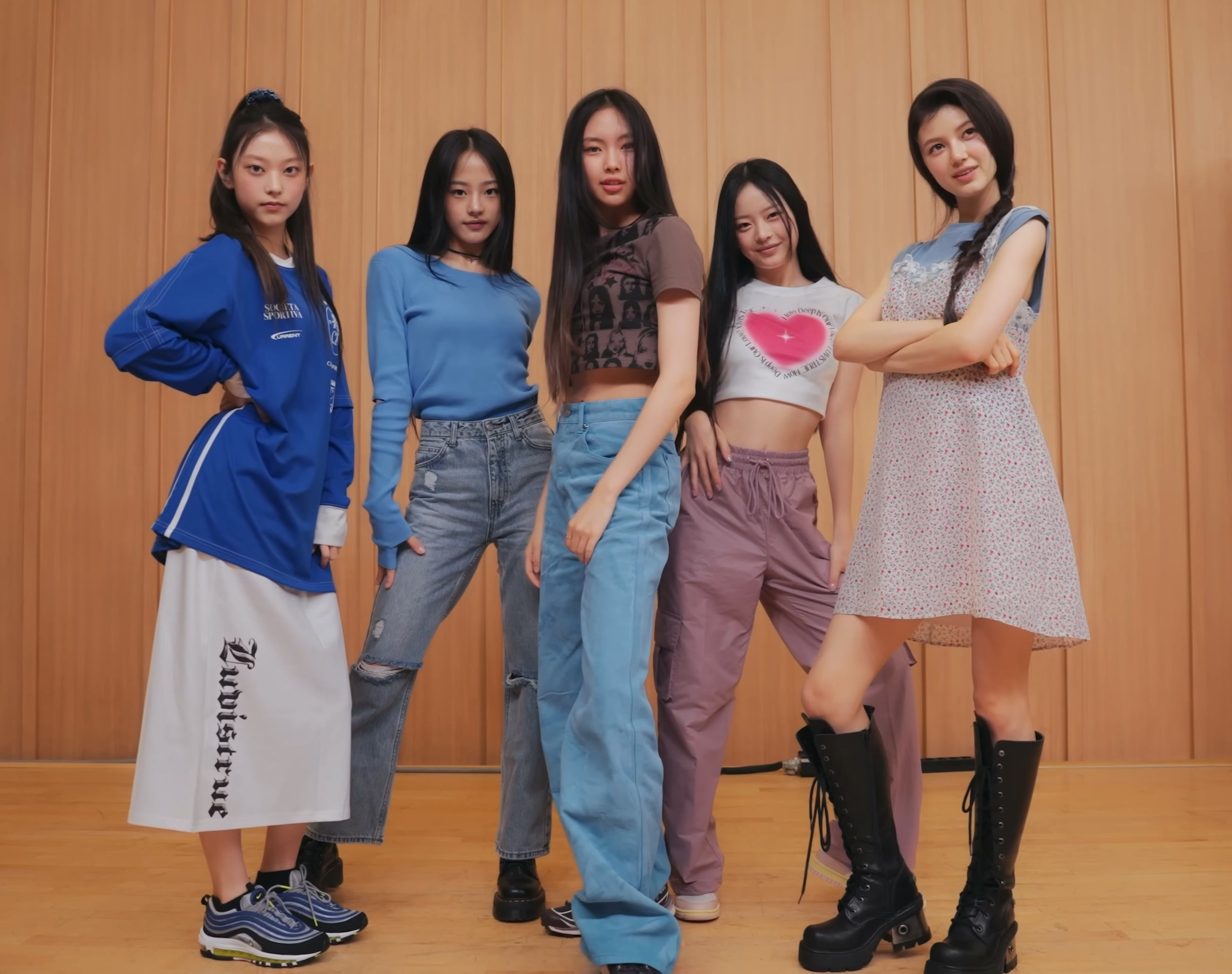
Y2Kのビジュアルを取り入れたK-POPグループのNewJeans

- 2020年代初頭には、1990年代と2000年代のファッションが世界的に再注目され、「Y2Kファッション」がZ世代を中心に支持される[35]。